# Reticulitermes

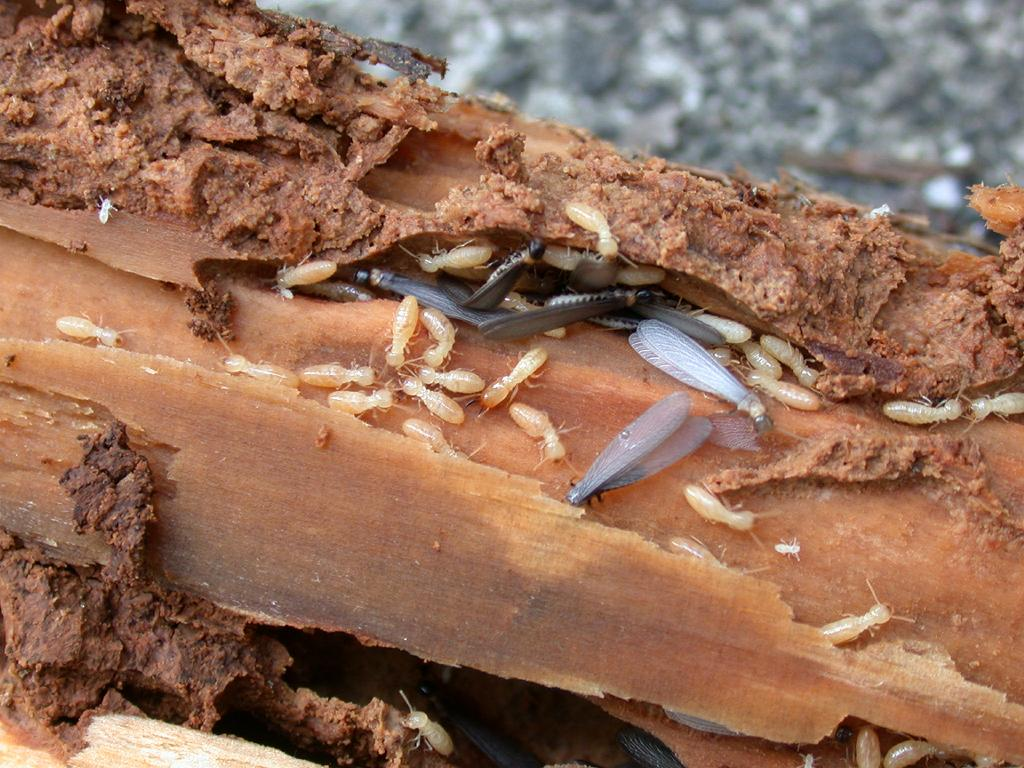
Reticulitermes speratus в гнезде. Крылатые самки и самцы, рабочие и один крупноголовый солдат.

Reticulitermes (лат.) — род термитов из семейства Heterotermitidae (ранее в Heterotermitinae в Rhinotermitidae). Европа, Азия, Северная Америка. Вредители древесины.

## Описание
Длина менее 1 см. Молодые половые особи (самки и самцы) крылатые, рабочие (голова округлая) и солдаты (голова цилиндрическая с крупными мандибулами) бескрылые от рождения. Питаются целлюлозой всех видов (древесина, бумага, картон). Колонии насчитывают десятки тысяч особей и поселяются в земляном ярусе и древесине.
Включает опасных вредителей древесных построек, таких как светобоязливый термит Reticulitermes lucifugus. Он известен, например, из поселений человека в таких украинских областях, как Херсонская область, Николаевская, Одесская, Запорожская и в Днепре.
На термитах этого рода паразитируют Spirotrichonympha pulchella, Holomastigotes elongatum Grassi, 1892, Teranympha mirabilis Koidzumi, 1917, Trichonympha agilis Leidy, 1877. На виде Reticulitermes lucifugus обнаружены паразиты Spirotrichonympha flagellata Duboscq & Grassé, 1928 (Metamonada, Trichomonadea, Spirotrichonymphida, Spirotrichonymphidae), Pyrsonympha vertens Leidy, 1877 (Metamonada, Anaeromonadea, Oxymonadida, Pyrsonymphidae).
Диплоидный набор хромосом Reticulitermes flavipes равен 2n=46.

## Систематика
- Reticulitermes amamianus Morimoto, 1968 — Япония[11]
- Reticulitermes arenincola Goellner, 1931 — США[12]
- Reticulitermes balkanensis Clement, 2001[13][14]
- Reticulitermes banyulensis Clement, 1978[15]
- Reticulitermes clypeatus Lash, 1952
- Reticulitermes flavipes (Kollar, 1837) — Северная, Центральная и Южная Америка[16]
- †Reticulitermes fossarum
- Reticulitermes grassei Clement, 1978[13][15]
- Reticulitermes hageni Banks in Banks and Snyder, 1920 — США[17]
- Reticulitermes hesperus Banks in Banks and Snyder, 1920 — США[17]
- Reticulitermes kanmonensis Takematsu, 1999 — Япония[18]
- †Reticulitermes laurae
- Reticulitermes lucifugus (Rossi, 1792) — Палеарктика[19]
- Reticulitermes malletei
- Reticulitermes miyatakei Morimoto, 1968 — Япония[11]
- Reticulitermes okinawanus Morimoto, 1968 — Япония[11]
- Reticulitermes santonensis Feytaud, 1924
- Reticulitermes speratus Kolbe, 1885 — Япония
- Reticulitermes tibialis Banks in Banks and Snyder, 1920 — США[17]
- Reticulitermes urbis Bagneres & Clement, 2003
- Reticulitermes virginicus (Banks, 1907) — США[17][20]
- Reticulitermes yaeyamanus Morimoto, 1968 — Япония[11]
- Другие виды

## Виды Европы
В Европе обнаружены 7 видов термитов этого рода и семейства.
- Reticulitermes balkanensis — Албания, Греция
- Reticulitermes banyulensis — Испания, Франция
- Reticulitermes clypeatus — Румыния, Ближний Восток
- Reticulitermes flavipes — Азорские острова, Австрия, Германия, Франция, Неарктика
- Reticulitermes grassei — Азорские острова, Великобритания, Испания, Португалия
- Reticulitermes lucifugus — Болгария, Испания, Италия, Канарские острова, Молдавия, Румыния, Словения, Украина, Хорватия[21]. Известен как термит вредный, термит обыкновенный, термит светобоязливый, термит средиземноморский, термит тёмно-бурый[7][22].
- Reticulitermes urbis — Италия, Франция